# Федерация европейских научных ассоциаций по лабораторным животным
Федерация европейских научных ассоциаций по лабораторным животным (FELASA, англ. Federation of European Laboratory Animals Science Associations) создана в 1978 году, с целью разработки рекомендаций по различным аспектам развития научной деятельности связанной с использованием лабораторных животных. В FELASA участвуют ассоциации из Франции, Италии, Бельгии, Чехии, Германии, Австрии, Греции, Великобритании, Ирландии и России .  

## Рабочие органы FELASA
Рабочим органом FELASA является Президиум, который раз в три года собирает симпозиумы. Кроме того, для изучения отдельных аспектов научной деятельности связанной с использованием лабораторных животных FELASA создает рабочие группы.

### Члены FELASA
| - GV-SOLAS: Австрия, Германия - Balt-LASA: Латвия, Литва, Эстония - Scand-LAS: Королевство Дании, Швеция, Финляндия, Норвегия, Исландия - BCLAS: Бельгия - CLASA: Чехия - AFSTAL (SFEA): Франция - HSBLAS: Греция - CroLASA: Хорватия - Ирландия |  | - AISAL: Италия - NVP: Нидерланды - SECAL: Испания - SGV: Швейцария - LASA: Великобритания - SLASA: Сербия - ILAF: Израиль - HLASA: Венгрия - SPCAL: Португалия - RUS-LASA: Россия |

## Деятельность FELASA
Симпозиумы FELASA
- 1984 год: Мальмё, Швеция
- 1987 год: Амстердам, Нидерланды
- 1990: Лион, Франция
- 1993 год: Брайтон, Великобритания
- 1996 год: Базель, Швейцария
- 1999: Пальма-де-Майорка, Испания
- 2002: Аахен, Германия
- 2004 год: Нант, Франция
- 2007 год: Черноббио, Италия
- 2010 год: Хельсинки, Финляндия
- 2013: Барселона, Испания
- 2016: Брюссель, Бельгия

FELASA предложила создать в Европе систему специального образования для желающих работать с экспериментальными животными.